# Heterònim
S'entén per heterònim l'autor fictici o pseudoautor que és també personatge i del qual es valen certs autors reals, anomenats ortònims, per a crear una obra literària paral·lela o diferent de la seva.
Un dels casos més coneguts de producció d'heterònims és el del poeta portuguès Fernando Pessoa, que va crear als autors Ricardo Reis, Álvaro de los Campos, Alberto Caeiro i Bernardo Soares, entre molts altres de menor importància i desenvolupament, alguns d'ells femenins, fins a un nombre total de 70, escrivint una obra poètica per a cadascun i dotant-los de diferents caràcters que forgessin el que ell va anomenar "drama em gente". No es tracta d'un àlter ego de l'autor, sinó d'autèntiques personalitats diferenciades, alienes a la personalitat original.
És indispensable establir la distinció entre pseudònim i heterònim. El pseudònim és el nom fals que un autor utilitza per firmar les seves obres, mentre que l'heterònim indica la creació d'una identitat nova amb què l'individu s'identifica totalment. És a dir, Pablo Neruda no és diferent de Neftalí Reyes sinó que aquest últim és simplement el seu àlies poètic. Ricardo Reis i Fernando Pessoa, en canvi, són força diferents entre si. Per altra banda, Antonio Machado va crear diversos heterònims, que ell va anomenar apòcrifs o complementaris, entre els quals els més importants van ser Juan de Mairena i el seu mestre Abel Martín. Max Aub va crear el fals escriptor i pintor Josep Torres Campalans, per al qual fins i tot va pintar quadres.
A Catalunya, el poeta Carles Fages de Climent va crear l'heterònim lo Gayter de la Muga per signar els seus punyents epigrames, sovint poc apreciats pels destinataris. Un altre cas clar és el de Jaume Sisa, que durant els 10 anys que es va establir a Madrid va adoptar l'heterònim Ricardo Solfa.